# Jardinella
Jardinella là một chi ốc nước ngọt cỡ nhỏ, là động vật thân mềm chân bụng sống dưới nước thuộc họ Hydrobiidae.

## Các loài
Các loài thuộc chi Jardinella bao gồm:
- Jardinella acuminata
- Jardinella carnarvonensis
- Jardinella colmani
- Jardinella coreena
- Jardinella corrugata
- Jardinella edgbastonensis
- Jardinella eulo
- Jardinella exigua
- Jardinella isolata
- Jardinella jesswiseae
- Jardinella pallida
- Jardinella zeidlerorum